# 도바타구
도바타구(일본어: 戸畑区)는 일본 후쿠오카현 기타큐슈시를 구성하는 7개 구 중 하나이다. 기타큐슈시의 행정구 중에서 가장 면적이 작은 구이다.

## 지리
기타큐슈시 중앙부에 위치하고 있다. 북부·북서부의 해안은 도카이만과 접하고 북동부는 히비키나다·간몬 해협과 접하고 있다. 북부에 있는 일본제철 야하타제철소 도바타 지구가 면적의 절반을 차지한다.

## 역사
- 1889년 4월 1일 - 정촌제 시행으로 온가군 도바타촌이 성립하였다.
- 1899년 6월 10일 - 정으로 승격해 도바타정이 되었다.
- 1924년 9월 1일 - 시로 승격해 도바타시가 되었다.
- 1963년 2월 10일 - 도바타시가 고쿠라시·야하타시·모지시·와카마쓰시와의 합병으로 기타큐슈시의 일부가 되었다.
- 1963년 4월 1일 - 기타큐슈시가 정령지정도시가 되어 옛 도바타시 지역은 도바타구가 되었다.

## 교육
- 규슈 공업대학

## 교통

### 철도
- 규슈 여객철도 가고시마 본선

### 도로
- 국도 3호선
- 국도 199호선